# Aude Bourrel
Aude Bourrel, bijgenaamd Jacoba of Jacquotte, (Limoux, ? - Toulouse, 1307) was een kathaarse parfaite.
Bourrel reisde naar Italië waar ze onderricht werd in de kathaarse leer. In 1303-1304 keerde ze als parfaite (vervolmaakte) terug naar de Languedoc in het gezelschap van de parfait Philippe d'Alairac. Bourrel stierf in 1307 in Toulouse aan een ziekte. Haar lichaam werd twee jaar later opgegraven en openbaar verbrand als ketter. Bourrel maakte onderdeel uit van een late beweging onder leiding van de broers Autier die poogde het katharisme te doen heropleven in het zuiden van Frankrijk. Ze geldt als de laatste vrouwelijke parfait.